# M. Novák András
M. Novák András (Kaposvár, 1944. augusztus 17. –) Munkácsy Mihály-díjas magyar festőművész. A Képzőművészek Batthyány Körének (2002) és a Magyar Művészeti Akadémia Képzőművészeti Tagozat tagja (2007).

## Életútja
A Képző- és Iparművészeti Gimnáziumban érettségizett 1962-ben, tanulmányait a Magyar Képzőművészeti Főiskolán folytatta 1964-1968 közt. Barcsay Jenő, Kmetty János, Szentiványi Lajos voltak a mesterei. Pályakezdő éveiben a Derkovits Gyula képzőművészeti ösztöndíj (1970-1973) segítette munkásságát. 1971 óta kiállító művész. 1993-ban a Pollock-Krasner Foundation (USA) ösztöndíjasa.
Kompozíciói a pop-art-nak az Arte povera és a combine painting műfaj- és stíluskörével állíthatók párhuzamba, amelyek a festői gesztusok és a kollázstechnika ötvözésével épülnek. Képein fontos szerephez jutnak az applikált felületek (kátránypapír, hullámkarton, nyomott vászon textília, halbőr, stb.). A 2000-es évek táján festett nagyméretű szabad vásznas munkáit állította ki az Ernst Múzeumban 2004-ben. Történelmi, gondolati indíttatású festői mondanivalója meghatározott, nagyméretű formákat, a hagyományos oltárkép, táblakép méretet követelt a festő számára, s ekkor is fontos szerepet kaptak az applikált felületeken a primer idegen-direkt anyagok. Munkáit számos köz- és magángyűjtemény őrzi.
A képzőművészeti közélet aktív résztvevője mind a mai napig. A Magyar Képzőművészek és Iparművészek Szövetsége, a Folyamat Társaság, a Magyar Festők Társasága, a Magyar Vízfestők Társasága és a Szinyei Merse Pál Társaság tagja, ez utóbbinak 2009-ig elnöke, továbbá alapító tagja a Matéria Társaságnak. 1992-től a Magyar Alkotóművészek Országos Egyesületének (MAOE) elnökségi tagja, 1994-től több éven át elnöke. Budapesten él és alkot.

## Kiállításai (válogatás)[1]

### Egyéni
- 1971 • Egyesült Vegyiművek, Budapest
- 1973 • Stúdió Galéria, Budapest
- 1983 • Somogyi Képtár, Kaposvár
- 1986 • Hotel Átrium Hyatt (Tölg-Molnár Zoltánnal)
- 1991 • Vigadó Galéria, Budapest (katalógussal)
- 1995 • T-Art Műterem Galéria, Budapest
- 1998, 2005 • Újlipótvárosi Klubgaléria, Budapest
- 2000 • Pest Center Galéria, Budapest
- 2004 • Humántapéták, művészi falvédők, óriásposzterek..., Ernst Múzeum, Budapest
- 2005  •  "Insel der Gegenwart"

### Csoportos
- 1970-1978 • Fiatal Képzőművészek Stúdiója Egyesület, Budapest
- 1982 • Magyar Művészet, Kultur Favoriten, Bécs
- 1984 • Fonyódi Iskola, Csontváry Galéria, Budapest • II. Táblaképfestészeti Biennále, Szeged • Országos Tájképfestészeti Biennále, Hatvan • Művészeti vásár, Poznań • Humorfesztivál
- 1986 • Szófia • Kortárs magyar művészek kiállítása, Galerie Levy, Hamburg
- 1987 • Festészeti Biennálé, Kassa • III. Táblaképfestészeti Biennále, Szeged
- 1988 • II. Európa-Ázsia Művészeti Kiállítás, Ankara • Art Fair, Graz
- 1989 • IV. Táblaképfestészeti Biennále, Szeged
- 1990 • Basel Art 21 '90; Kulturcentrum Marsvinsholm, Ystap
- 1992 • Médium, papír, Szépművészeti Múzeum, Budapest
- 1997 • Magyar Szalon '97, Műcsarnok, Budapest • Síkplasztikák, Újpest Galéria, Budapest • Fehér képek, Magyar Grafikusok Szövetsége, Vigadó Galéria, Budapest • Folyamat Társaság kiállítása, Szolnoki Galéria, Szolnok
- 2004 • Tíz év, tíz művész,[2] Újlipótvárosi Klub Galéria, Budapest
- 2006 • Faktúra – tapintásélmény a festészetben, Csepel Galéria Művészetek Háza, Budapest • BOX – A Magyar Festők Társaságának dobozkiállítása, Körmendi Galéria – Belváros, Budapest

## Művei közgyűjteményekben (válogatás)
- Damjanich János Múzeum, Szolnok
- Janus Pannonius Múzeum, Pécs
- Kortárs Modern Galéria (KMG), Dunaszerdahely, Szlovákia
- Magyar Nemzeti Galéria, Budapest
- Rippl-Rónai Múzeum, Kaposvár
- T'Art Alapítvány, Budapest-Csillaghegy
- Xántus János Múzeum, Győr

## Társasági tagság
- Folyamat Társaság

## Díjak, elismerések (válogatás)
- Országos Tájképfestészeti Biennálé, Hatvan, ezüstdiploma (1984)
- III. Táblaképfestészeti Biennálé, Szeged, fődíj (1987)
- Munkácsy Mihály-díj (1999)